# Playa del Confital
Playa del Confital är en strand norr om Las Palmas på Gran Canaria, tillhörig Spanien.   Den ligger i regionen  Provincia de Las Palmas, Gran Canaria, Kanarieöarna, på den nordvästra spetsen av ön, 1 800 km sydväst om Spaniens huvudstad Madrid på fastlandet.

## Galleri

Playa del Confital
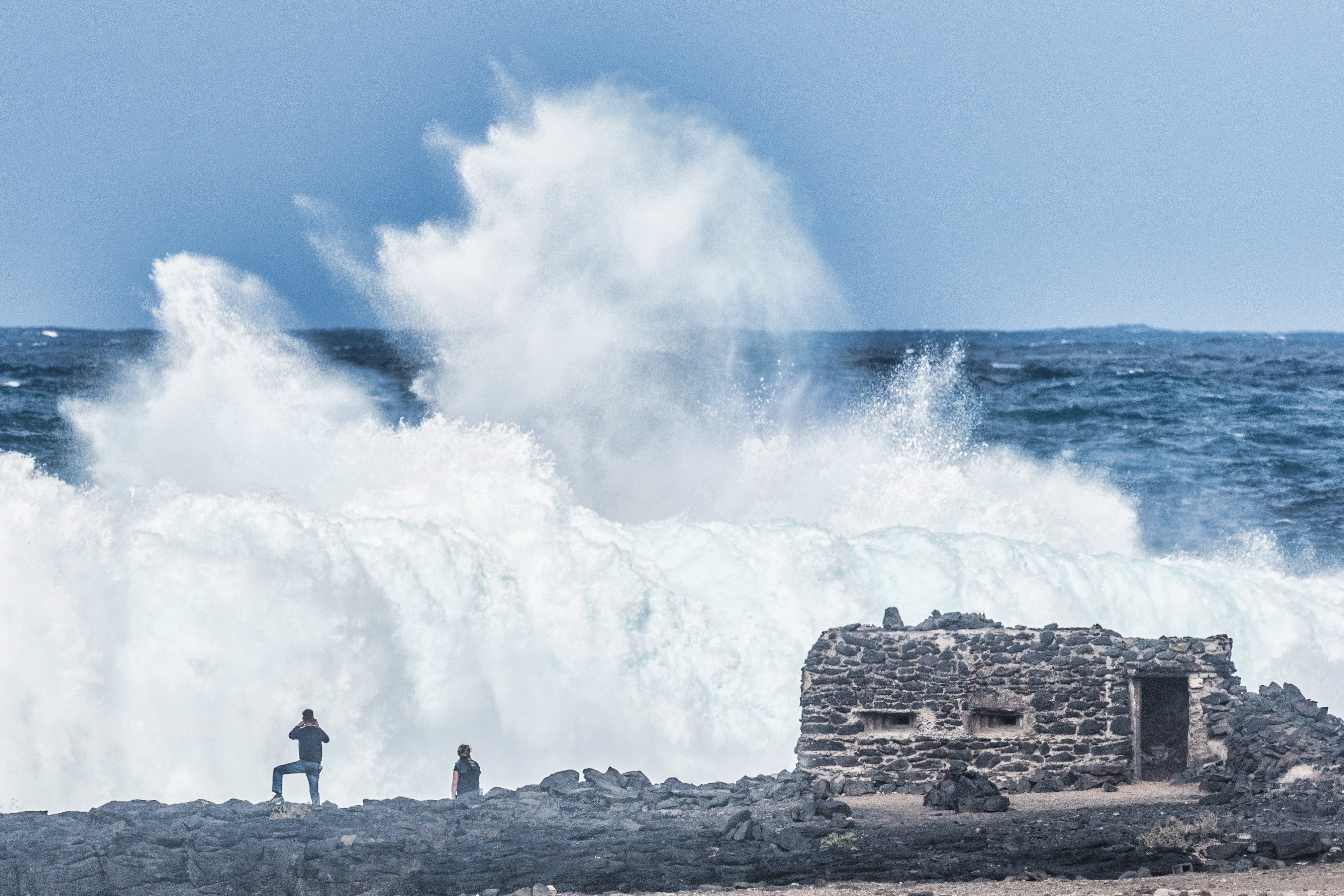
El Confital
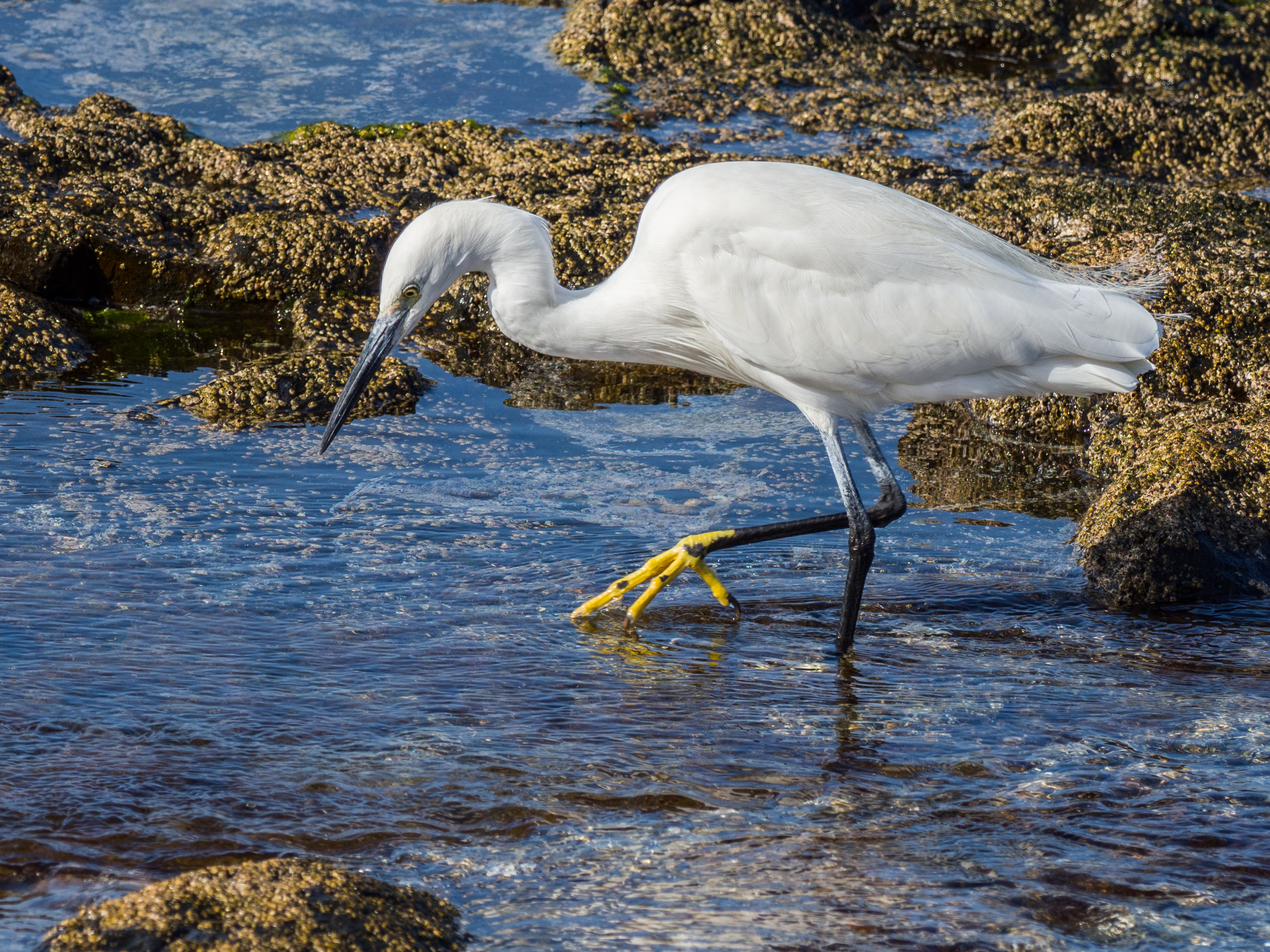
El Confital

- Wikimedia Commons har media som rör Playa del Confital.